# Rezolucja Rady Bezpieczeństwa ONZ nr 2749
Rezolucja Rady Bezpieczeństwa ONZ nr 2749 została przyjęta 28 sierpnia 2024 r.
Rada przedłużyła mandat Sił Pokojowych ONZ w Libanie na kolejny rok, do dnia 31 sierpnia 2025 r.
Rezolucja przyjęta jednogłośnie 15 głosami "za".